# Ambas Aguas

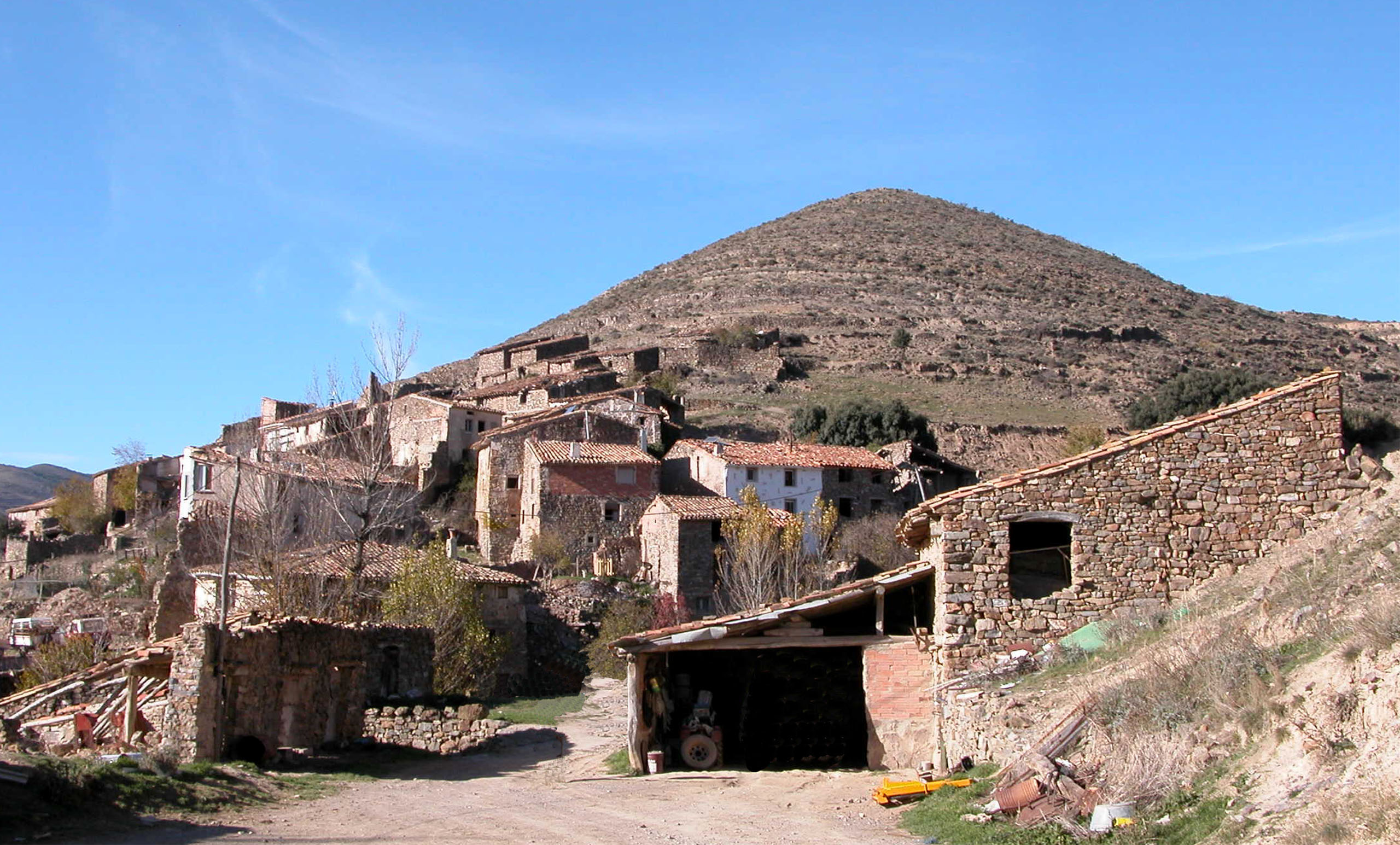
Ortsansicht

Ambas Aguas oder Entrambas Aguas ist ein Dorf in La Rioja (Spanien), das zur Gemeinde Muro de Aguas gehört. Es liegt etwa 6,6 km vom Gemeindezentrum entfernt. 2017 hatte es vier Einwohner.
Im Ort gibt es einen Bergbaubetrieb, in dem Pyrit gewonnen werden kann. Im Flussbett findet sich dieses Mineral in großer Formenvielfalt.

## Pyritvorkommen
Die Pyritvorkommen von La Rioja und Soria sind weltbekannte mineralische Vorkommen. Ihre Besonderheit liegt in der Schönheit der Kristalle und in der Vielfalt der Formen, die sie je nach dem Gebiet, in dem sie vorkommen, in den Schiefer- und Sandsteinen der Kreidezeit aufweisen. Die perfekten Würfel von Navajún und Valdeperillo sowie die Pyritoeder und Kiefernzapfen von Ambasaguas (das ein sehr großes Gebiet umfasst) sind weit bekannt. Andere weniger klassische Fundorte sind Aguilar del Río Alhama und Cervera del Río Alhama auf der Riojan-Seite und San Pedro Manrique-Valdenegrillos auf der Soria-Seite.
Der gelegentliche Abbau von Pyrit durch die Einheimischen reicht viele Jahrzehnte zurück, sei es wegen seines Glanzes, wegen magischer Vorstellungen oder später für Sammler. Erst seit 1966 findet ein geordneten und auf das Sammeln ausgerichteten Abbau statt. Die Lagerstätte wird unter dem Namen „Ambasaguas-II“ abgebaut, wobei die entsprechenden Abbaurechte auf den Namen Piritas de Ambasaguas S.L. lauten.
Die Entstehung dieser Mineralisationen hängt mit dem hydrothermalen Metamorphismus zusammen, der die Materialien in diesem Bereich beeinflusst hat. Die Bildung von Pyritkristallen wird durch die Reaktion von Eisen aus schiefrigen Sedimenten, die reich an Eisenoxiden und Chlorit sind, mit Schwefel aus der thermischen Zersetzung von sedimentärem Pyrit oder der thermochemischen Reduktion von sedimentären Sulfaten erklärt. Der Pyrit kommt in schiefrigen Schichten vor, die immer in Kontakt mit Sandsteinschichten stehen, die während der Metamorphose als Aquifere fungierten und heiße, schwefelhaltige Flüssigkeiten transportierten. Die morphologischen Variationen der Pyritkristalle hängen mit der Verfügbarkeit von Schwefel in diesen Sedimenten zusammen.
In Ambasaguas und Umgebung gab es einige Stollen und Gruben, in denen Pyrit von großer Qualität und Glanz abgebaut wurde. Darunter waren Pyritoeder und Würfel-Pyritoeder-Gemische (Pentagon-Dodekaeder), Würfel-Oktaeder, modifizierte Pyritoeder, einige davon abgeschrägt, mit oder ohne Rillen auf den Flächen.